# Avezzano Calcio 1991-1992
Questa pagina raccoglie le informazioni riguardanti l'Avezzano Calcio nelle competizioni ufficiali della stagione 1991-1992.

## Organigramma societario
Area direttiva
- Presidente: Mauro Gentile

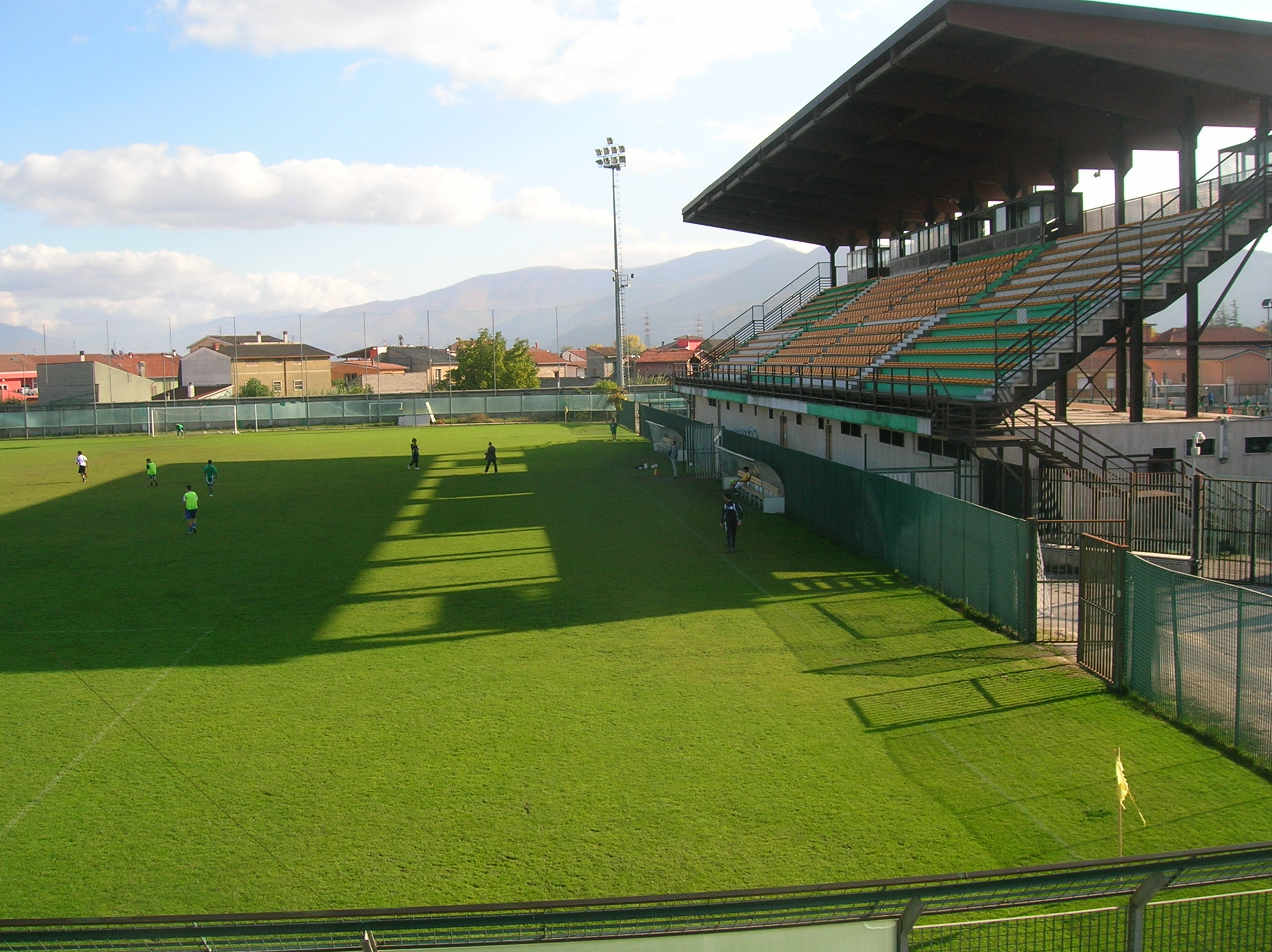
Stadio dei Marsi di Avezzano

- Direttore Generale: Aureliano Giffi
- Direttore Sportivo: Camillo (Nello) De Nicola
- Segretario: Gianfranco Cerone

Area tecnica
- Allenatore: Pino Petrelli
- Vice allenatore: Pietro Scognamiglio
- Medico sociale: Francesco Giffi
- Massaggiatore: Domenico Vicini

## Rosa

### Rosa 1991-1992
Rosa dell'Avezzano calcio 1991-1992.
| N. |                   | Ruolo | Calciatore              |
| -- | ----------------- | ----- | ----------------------- |
|    | Italia (bandiera) | P     | Fabio Brini             |
|    | Italia (bandiera) | P     | Pietro Santinelli       |
|    | Italia (bandiera) | P     | Massimiliano Ghersevich |
|    | Italia (bandiera) | D     | Chiricozzi              |
|    | Italia (bandiera) | D     | Antonio Delucca         |
|    | Italia (bandiera) | D     | Marco De Marchis        |
|    | Italia (bandiera) | D     | Massimiliano Ferrara    |
|    | Italia (bandiera) | D     | Giannitti               |
|    | Italia (bandiera) | D     | Giuseppe Pancaro        |
|    | Italia (bandiera) | C     | Mirko Barbetta          |
|    | Italia (bandiera) | D     | Ciucci                  |
|    | Italia (bandiera) | C     | Massimiliano Buzzinelli |
|    | Italia (bandiera) | C     | Giulio Crocari          |
|    | Italia (bandiera) | C     | Massimo De Angelis      |
|    | Italia (bandiera) | C     | Domenico Agostini       |

| N. |                   | Ruolo | Calciatore              |
| -- | ----------------- | ----- | ----------------------- |
|    | Italia (bandiera) | C     | Arnaldo De Cresce       |
|    | Italia (bandiera) | C     | Antonello Liucci        |
|    | Italia (bandiera) | C     | Maurizio Mattoni        |
|    | Italia (bandiera) | C     | Manuel Milana           |
|    | Italia (bandiera) | C     | Giampaolo Pellegrini    |
|    | Italia (bandiera) | C     | Massimiliano Piacenti   |
|    | Italia (bandiera) | C     | Fabrizio Pugliese       |
|    | Italia (bandiera) | A     | Giancarlo Caretta       |
|    | Italia (bandiera) | A     | Marco Congionti         |
|    | Italia (bandiera) | A     | Di Lorenzo              |
|    | Italia (bandiera) | A     | Orazio Di Loreto        |
|    | Italia (bandiera) | A     | Federici                |
|    | Italia (bandiera) | A     | Neivaldo Mozetti (Pita) |
|    | Italia (bandiera) | A     | Stefano Nicoletti       |

## Risultati

### Serie C2 girone B

#### Girone di andata
| Francavilla al Mare 8 settembre 1991 1ª giornata | Francavilla | 0 – 0 | Avezzano | Stadio Valle Anzuca |

| Avezzano 15 settembre 1991 2ª giornata | Avezzano | 2 – 1 | Carrarese | Stadio dei Marsi |

| Lanciano 22 settembre 1991 3ª giornata | Lanciano | 1 – 1 | Avezzano | Stadio Guido Biondi |

| Avezzano 29 settembre 1991 4ª giornata | Avezzano | 2 – 1 | Castel di Sangro | Stadio dei Marsi |

| Avezzano 6 ottobre 1991 5ª giornata | Avezzano | 1 – 1 | Viareggio | Stadio dei Marsi |

| Poggibonsi 13 ottobre 1991 6ª giornata | Poggibonsi | 1 – 0 | Avezzano | Stadio Stefano Lotti |

| Avezzano 20 ottobre 1991 7ª giornata | Avezzano | 1 – 1 | Vastese | Stadio dei Marsi |

| Giulianova 27 ottobre 1991 8ª giornata | Giulianova | 1 – 0 | Avezzano | Stadio Rubens Fadini |

| Civitanova Marche 10 novembre 1991 9ª giornata | Civitanovese | 3 – 2 | Avezzano | Stadio comunale |

| Avezzano 10 novembre 1991 10ª giornata | Avezzano | 2 – 0 | Gubbio | Stadio dei Marsi |

| Pistoia 24 novembre 1991 11ª giornata | Pistoiese | 1 – 1 | Avezzano | Stadio Marcello Melani |

| Avezzano 1º dicembre 1991 12ª giornata | Avezzano | 1 – 2 | Pontedera | Stadio dei Marsi |

| Prato 8 dicembre 1991 13ª giornata | Prato | 2 – 1 | Avezzano | Stadio Lungobisenzio |

| Montevarchi 15 dicembre 1991 14ª giornata | Montevarchi | 2 – 1 | Avezzano | Stadio Gastone Brilli Peri |

| Avezzano 22 dicembre 1991 15ª giornata | Avezzano | 0 – 0 | Ponsacco | Stadio dei Marsi |

| Cecina 5 gennaio 1992 16ª giornata | Cecina | 1 – 1 | Avezzano | Stadio Loris Rossetti |

| Avezzano 12 gennaio 1992 17ª giornata | Avezzano | 0 – 4 | Rimini | Stadio dei Marsi |

| Pesaro 19 gennaio 1992 18ª giornata | Vis Pesaro | 1 – 1 | Avezzano | Stadio Tonino Benelli |

| Avezzano 26 gennaio 1992 19ª giornata | Avezzano | 1 – 0 | Teramo | Stadio dei Marsi |

#### Girone di ritorno
| Avezzano 7 febbraio 1992 20ª giornata | Avezzano | 0 – 0 | Francavilla | Stadio dei Marsi |

| Carrara 16 febbraio 1992 21ª giornata | Carrarese | 1 – 0 | Avezzano | Stadio dei Marmi |

| Avezzano 23 febbraio 1992 22ª giornata | Avezzano | 1 – 0 | Lanciano | Stadio dei Marsi |

| Castel di Sangro 1º marzo 1992 23ª giornata | Castel di Sangro | 1 – 0 | Avezzano | Stadio Teofilo Patini |

| Viareggio 8 marzo 1992 24ª giornata | Viareggio | 0 – 0 | Avezzano | Stadio Torquato Bresciani |

| Avezzano 15 marzo 1992 25ª giornata | Avezzano | 2 – 1 | Poggibonsi | Stadio dei Marsi |

| Vasto 22 marzo 1992 26ª giornata | Vastese | 1 – 0 | Avezzano | Stadio Aragona |

| Avezzano 29 marzo 1992 27ª giornata | Avezzano | 2 – 1 | Giulianova | Stadio dei Marsi |

| Avezzano 5 aprile 1992 28ª giornata | Avezzano | 0 – 0 | Civitanovese | Stadio dei Marsi |

| Gubbio 12 aprile 1992 29ª giornata | Gubbio | 2 – 1 | Avezzano | Stadio San Biagio |

| Avezzano 26 aprile 1992 30ª giornata | Avezzano | 0 – 0 | Pistoiese | Stadio dei Marsi |

| Pontedera 3 maggio 1992 31ª giornata | Pontedera | 0 – 0 | Avezzano | Stadio Ettore Mannucci |

| Avezzano 10 maggio 1992 32ª giornata | Avezzano | 2 – 0 | Prato | Stadio dei Marsi |

| Avezzano 17 maggio 1992 33ª giornata | Avezzano | 1 – 1 | Montevarchi | Stadio dei Marsi |

| Ponsacco 24 maggio 1992 34ª giornata | Ponsacco | 1 – 1 | Avezzano | Stadio comunale |

| Viterbo 31 maggio 1992 35ª giornata | Avezzano | 2 – 0 | Cecina | Stadio Enrico Rocchi |

| Rimini 7 giugno 1992 36ª giornata | Rimini | 0 – 0 | Avezzano | Stadio Romeo Neri |

| Avezzano 14 giugno 1992 37ª giornata | Avezzano | 1 – 2 | Vis Pesaro | Stadio dei Marsi |

| Teramo 21 giugno 1992 38ª giornata | Teramo | 1 – 1 | Avezzano | Stadio comunale |

### Coppa Italia Serie C

#### Fase eliminatoria

##### Girone O
| Avezzano 18 agosto 1991 1ª giornata | Avezzano | 2 – 1 | Ischia Isolaverde | Stadio dei Marsi |

| Pozzuoli 2ª giornata | Campania Puteolana | 0 – 2 | Avezzano | Stadio Domenico Conte |

| Avezzano 3ª giornata | Avezzano | 0 – 0 | Latina | Stadio dei Marsi |

| Formia 3 settembre 1991 4ª giornata | Formia | 2 – 3 | Avezzano | Stadio Nicola Perrone |

#### Fase finale

##### Sedicesimi di finale
| Arbitro: | Ruggero (Barletta) |

|  |           |                     |
|  | Marcatori | 68’ Antonio Delucca |

| Arbitro: | Minotti (Frosinone) |

|  |           |                                         |
|  | Marcatori | 38’ Carlo Ricchetti 92’ Giuseppe Troise |

## Statistiche

### Andamento in campionato
| Giornata  | 1 | 2 | 3 | 4 | 5 | 6 | 7 | 8 | 9 | 10 | 11 | 12 | 13 | 14 | 15 | 16 | 17 | 18 | 19 | 20 | 21 | 22 | 23 | 24 | 25 | 26 | 27 | 28 | 29 | 30 | 31 | 32 | 33 | 34 | 35 | 36 | 37 | 38 |
| --------- | - | - | - | - | - | - | - | - | - | -- | -- | -- | -- | -- | -- | -- | -- | -- | -- | -- | -- | -- | -- | -- | -- | -- | -- | -- | -- | -- | -- | -- | -- | -- | -- | -- | -- | -- |
| Luogo     | T | C | T | C | C | T | C | T | T | C  | T  | C  | T  | T  | C  | T  | C  | T  | C  | C  | T  | C  | T  | T  | C  | T  | C  | C  | T  | C  | T  | C  | C  | T  | C  | T  | C  | T  |
| Risultato | N | V | N | V | N | P | N | P | P | V  | N  | P  | P  | P  | N  | N  | P  | N  | V  | N  | P  | V  | P  | N  | V  | P  | V  | N  | P  | N  | N  | V  | N  | N  | V  | N  | P  | N  |

Legenda:

Luogo: C = Casa; T = Trasferta. Risultato: V = Vittoria; N = Pareggio; P = Sconfitta.